# ميهاي بينتيلي
ميهاي بينتيلي (بالرومانية: Mihai Pintilii) (ولد في 9 نوفمبر 1984) هو لاعب كرة القدم روماني، كان لاعب سابق في نادي الهلال السعودي , حقق مع ستيوا بوخارست الدوري الروماني مرتين متتاليتين.

## روابط خارجية
- ميهاي بينتيلي على موقع الاتحاد الدولي (مؤرشف)  (الإنجليزية)
- ميهاي بينتيلي على موقع الاتحاد الأوربي (الإنجليزية)
- ميهاي بينتيلي على موقع قاعدة بيانات كرة القدم.إي يو (الإنجليزية)
- ميهاي بينتيلي على موقع ناشيونال فوتبول تيمز (الإنجليزية)
- ميهاي بينتيلي على موقع Soccerway.com (الإنجليزية)
- ميهاي بينتيلي على موقع عالم كرة القدم.نت (الإنجليزية)
- ميهاي بينتيلي على موقع AS.com (الإسبانية)